# بدر الدين قلق
بدر الدين الدود عبد الله والمعروف باسم قلق هو لاعب كرة قدم سوداني من مواليد مدينة بورتسودان، لاعب دولي سابق يلعب حالياً لصالح نادي الخرطوم الوطني في مركز لاعب الوسط.

## الإنجازات

### مع المريخ
- الدوري السوداني الممتاز

البطل (مرتان): 2008، 2011
- كأس السودان

البطل (5 مرات): 2005، 2006، 2007، 2008، 2010

## روابط خارجية
- بدر الدين قلق على موقع قاعدة بيانات كرة القدم.إي يو (الإنجليزية)
- بدر الدين قلق على موقع ناشيونال فوتبول تيمز (الإنجليزية)
- بدر الدين قلق على موقع كووورة